# Mjällby AIF

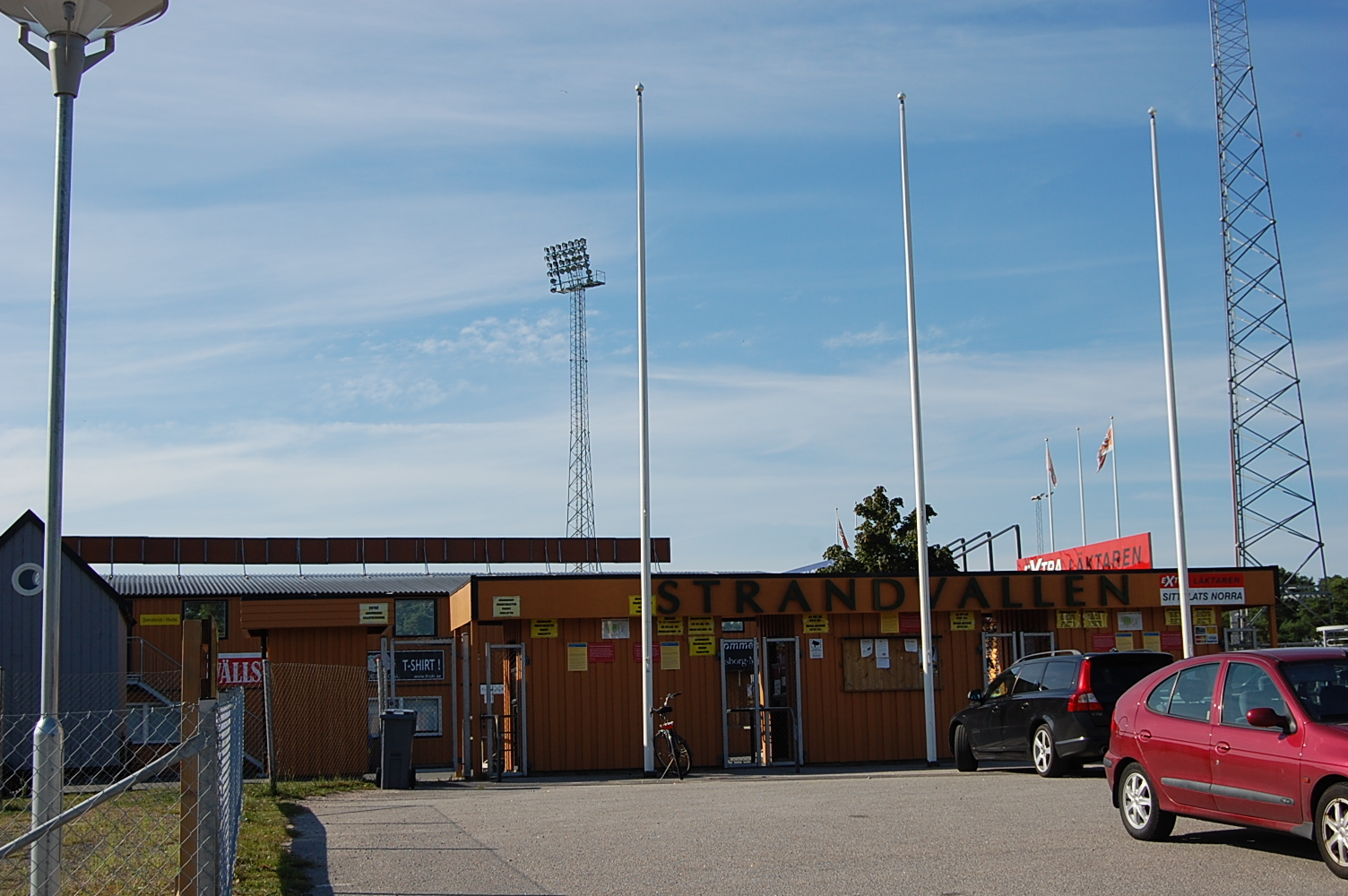
Estadio Strandvallen

El Mjällby AIF es un club de fútbol sueco de la ciudad de Hällevik en  Municipalidad de Sölvesborg. Fue fundado en 1939 y juega desde 2020 en la Allsvenskan.

## Palmarés
- Superettan: 2

2009, 2019

## Uniforme
- Uniforme titular: Camiseta Naranja, pantalón Blanco, medias Negras.
- Uniforme alternativo: Camiseta Celeste, pantalón Negro, medias Celestes.